# Zbýšov (ort i Tjeckien, Södra Mähren, lat 49,16, long 16,35)
Zbýšov är en stad i Tjeckien.   Den ligger i regionen Södra Mähren, i den sydöstra delen av landet, 170 km sydost om huvudstaden Prag. Zbýšov ligger 351 meter över havet och antalet invånare är 3 890.
Terrängen runt Zbýšov är platt norrut, men söderut är den kuperad. Runt Zbýšov är det tätbefolkat, med 411 invånare per kvadratkilometer. Närmaste större samhälle är Brno, 19,3 km öster om Zbýšov. I omgivningarna runt Zbýšov växer i huvudsak blandskog.